# Tidselordenen
Tidselordenen (engelsk: Order of the Thistle, egentligt The Most Ancient and Most Noble Order of the Thistle) er en skotsk ridderorden. 
I sin nuværende udgave er ordenen stiftet den 29. maj 1687 af kong Jakob 7. af Skotland (også kendt som kong Jakob 2. af England og Irland).
Ordenen er den fornemste ridderorden i Skotland, og den er den næst fornemste orden i Storbritannien. Den rangerer lige efter Hosebåndsordenen. Riddere af tidslen, der blev udnævnt til hosebåndsridder, udtrådte tidligere af tidselordenen. Ordenen består af én klasse. Den regerende monark er ordensherre.

## Antal medlemmer
Oprindeligt havde ordenen otte medlemmer, men det var muligt at udnævne 12 riddere. Fra 1827 blev det muligt at udnævne 16 ordinære medlemmer. De kongelige riddere og ladyer anses for at være ekstra medlemmer. 

## Udenlandske medlemmer
Kong Olav 5. af Norge er den eneste udlænding, der har været ridder af Tidselordenen. Han var født på Sandringham House i Norfolk, England som søn af prinsesse Maud af Wales (dronning Maud af Norge) og dattersøn af kong Edward 7. af Storbritannien. Olav 5. blev optaget i ordenen i 1962. Dette skete i forbindelse med det første statsbesøg i Skotland i 150 år.  

## Kvindelige medlemmer
Kongen eller den regerende dronning er ordensherre. I ordenens historie er der kun blevet udnævnt to kongelige ladyer. Det er den skotsk fødte dronning Elizabeth Bowes-Lyon, der blev udnævnt i 1937, og Prinsesse Anne af Storbritannien, der blev udnævnt i år 2000. 
Fra 1987 er det muligt for kvinder at blive udnævnt som ordinære ladyer i ordenen. I 1996 blev direktøren for den skotske opera Marion Anne Fraser udnævnt til lady i egen ret (Lady in her own right). Lady Marion Fraser var højkommissær for den skotske kirke i 1994-1995.  

## Titler
Borgerlige mænd, der optages i ordenen, tiltales med den lavadelige titel ’’Sir’’. Deres hustruer tiltales Lady. En kvinde, der optages i ordenen, betragtes som ’’Lady i egen ret’’. Denne titel rangerer højere end titlen Dame, der tildeles kvindelige medlemmer af lavere ridderordner. Adelige medlemmer af ordenen beholder deres hidtidige titler fx Lord, Sir eller Lady.  
Mandlige medlemmer kan skrive KT (Knight of the Thistle) efter deres navn, mens kvindelige medlemmer kan skrive LT (Lady of the Thistle) efter deres navn. 

## Nuværende medlemmer af ordenen

### Ordensherre
- Charles 3. af Storbritannien, ordensherre fra 2022

### Kongelige riddere og ladyer
- Prinsesse Anne, Princess Royal, LT fra 2000.
- Prins William, Hertug af Rothesay, KT fra 29. maj 2012.

### Ordinære riddere og ladyer
- Jarlen af Airlie (svoger til en sønnedatter af Georg 5. af Storbritannien) KT (fra 1985), GCVO, PC, JP. (Kansler for Tidselordenen fra 2007)
- Jarlen af Elgin og Kincardine, KT (fra 1981), CD, JP, DL.
- Vicegreven af Arbuthnott, KT (fra 1996), CBE, DSC.
- Jarlen af Crawford og Balcarres, K.T. fra 1996, GCVO, PC, DL.
- Lady Marion Anne Fraser, LT (fra 1996).
- Lord Macfarlane af Bearsden, KT (fra 1996), DL.
- Lord Mackay af Clashfern, KT fra 1997, PC, QC.
- Lord Wilson af Tillyorn, KT (fra 2000), GCMG, PRSE.
- Lord Sutherland af Houndwood, KT (fra 2002),  FRSE, FBA,  FKC.    KT, FRSE, FBA, FKC
- Sir Eric Anderson, KT (fra 2002),  FRSE.
- Lord Steel af Aikwood, KT (fra 2004), KBE, PC, (liberal partileder 1976-1986)
- George Robertson, Baron Robertson of Port Ellen, KT (fra 2004), GCMG, FRSA,  FRSE, PC. (NATOs generalsekretær 1999-2003).
- Lord Cullen af Whitekirk, KT (fra 2007), PC,  FRSE.
- Sir Garth Morrison, KT (fra 2007), CBE, DL.
- Lord Hope af Craighead, KT (fra 2009), PC,  FRSE, QC.
- Lord Patel, KT (fra 2009), Kt, FMedSci,  FRSE.